# El Ñuro
El Ñuro es una localidad y balneario ubicado en el Distrito de Los Órganos de la Región Piura en la costa norte peruana.  Es un balneario y al mismo tiempo una caleta de pescadores. Entre la fauna que puede encontrarse en El Ñuro están los peces mariposa, peces ángeles, caballitos de mar, morenas, cangrejos y tortugas verdes del Pacífico. 

## Ubicación
Está ubicado en la Provincia de Talara aproximadamente a 23 kilómetros al sur de Máncora, a continuación del balneario de Los Órganos a unos 7 km al sur. También es conocida como "caleta El Ñuro". 

## Tortugas verdes
En el mar de la caleta El Ñuro habitan entre otras especies un número considerable de tortugas verdes que han encontrado en esta zona un lugar donde vivir y alimentarse. Estas tortugas están siendo protegidas por los pobladores de la zona y organizaciones para evitar su extinción, siendo a la vez un foco de atracción turística que contribuye a su conservación.
Las tortugas si les coges su caparazón se les quita su grasa protectora y se pueden morir.

## Playas cercanas
Al norte en el departamento de Tumbes:
- Punta Sal
- Zorritos
- Playa Hermosa

Al sur del departamento de Piura:
- Las Pocitas
- Vichayito[5]
- Los Órganos
- Cabo Blanco
- Panic Point
- Lobitos
- Máncora